# Porno II

Porno II (stilizat P...or~No2, cunoscut și sub numele de Hardcore Porno 2) este al doilea album al rapper-ului Cassanova, lansat la data de 19 august 1996 prin XBY Audio-Prod pe casetă.

Pe album se mai găsesc featuring-uri cu cantărețul R&B, Paco, dar și cu viitoarea membră Hi-Q, Dana Nălbaru. 

## Ordinea pieselor[2]
| Fața A |                                         |         |  |
| Nr.    | Titlu                                   | Lungime |  |
| 1.     | „Exxtra (intro)”                        | 0:30    |  |
| 2.     | „Ziua lu' Cassanova”                    | 5:23    |  |
| 3.     | „Bomboane-inghețată-caramele-ciocolată” | 3:26    |  |
| 4.     | „Aș vrea”                               | 3:35    |  |
| 5.     | „P... funky”                            | 3:28    |  |
| 6.     | „Mă faci să cred”                       | 3:41    |  |
| 7.     | „P'N'P”                                 | 2:37    |  |

| Fața B          |                       |         |  |
| Nr.             | Titlu                 | Lungime |  |
| 8.              | „Cetățeanul P...”     | 5:03    |  |
| 9.              | „Original f..”        | 4:26    |  |
| 10.             | „Real”                | 1:02    |  |
| 11.             | „Ce vrei să vezi?”    | 3:25    |  |
| 12.             | „Nu riști nu câstigi” | 4:20    |  |
| 13.             | „Eject (outro)”       | 1:01    |  |
| Lungime totală: | Lungime totală:       | 41:59   |  |